# Wilhelm Hünermann
Wilhelm Hünermann (28. července 1900, Kempen – 28. listopadu 1975, Essen) byl německý římskokatolický kněz a spisovatel. Známý je zejména pro své biografické romány. V kněžské službě působil v letech 1926–1975, literárně činný byl v letech 1931–1969.

## Život
Wilhelm Hünermann se narodil jako syn profesora matematiky v městečku Kempen v Severním Porýní-Vestfálsku na západě Německa. Tam také ve věku 17 let odmaturoval a nastoupil jako voják do bojů první světové války. Po konci války začal studovat teologii v Münsteru na Westphalian Wilhelms University. Na kněze byl vysvěcen 26. května 1923. V té době církevně spadal jeho rodný region pod správu arcibiskupství v Kolíně nad Rýnem. Byl ustanoven jako kaplan ve farnosti Herz Jesu v Oberhausen-Sterkrade, náležející pod správu kolínského arcibiskupství.
Roku 1926 byl jmenován do biskupské delegace Berlín-Braniborsko-Pomořansko, která církevně spadala do vratislavské církevní provincie. V roce 1930 z ní bylo vyčleněno území pro novou berlínskou diecézi. Církevní reorganizace se dotkla i Hünermannova domovského regionu v Porýní, který byl připojen k obnovené cášské diecézi. Wilhelm Hünermann pracoval jako kaplan farnosti sv. Matyáše na Winterfeldtplatzu v Berlíně. Clemens August von Galen, pozdější kardinál a biskup münsterský, který byl v roce 2005 blahoslaven, zde působil jako jeho zpovědník a nadřízený.
V Berlíně objevil Carl Sonnenschein Hünermannovo nadání pro psaní a přivedl ho do redakčního týmu diecézního deníku Katolický deník delegace biskupů pro Berlín, Braniborsko a Pomořany (od roku 1929: Katolický deník pro Berlín, Braniborsko a Pomořany, od roku 1932: Katolický deník berlínské diecéze). Erich Klausener, který byl později zavražděn nacionalistickými socialisty, Hünermanna pověřil tiskem pro materiály katolické akce, jejíž byl vůdcem.
Již v roce 1931 začal s literární činností i mimo redakci. Jeho první hra, tragédie Dětská křížová výprava (Der Kinderkreuzzug, odkazující na fenomén dětských výprav v do svaté země), byla vydána v tomto roce. O pět let později, v roce 1936, vydal životopisný román Pekařský učedník ze Znojma o moravsko-německém redemptoristovi Klementu Maria Hofbauerovi. Ve stejném roce došlo k přenesení ostatků Damiena de Veustera, který působil jako misionář mezi malomocnými v leprosáriu na ostrově Molokai (Havajské ostrovy), do Belgie. Damienův příběh přiměl Hünermanna jej sepsat a vydal jej ještě v roce 1936, pod názvem Otec vyhoštěných. Ačkoli v době Hünermannova života ještě Damien nebyl svatořečen (až později, v roce 2005), ohlas, který kniha zaznamenala předurčil směr, kterým se ve svých literárních počinech dále vydával. Až na výjimky (několik her a povídek) byla jeho následující tvorba zejména hagiografická. Se svými více než 30 biografickými romány je jedním z nejvýznamnějších autorů v oblasti hagiografie 20. století. Jako jeho nejvýznamnější dílo bývá označován román Hořící oheň (Feuer auf die Erde, 1953), pojednávající o životě papeže sv. Pia X.
V roce 1975 byl jmenován prelátem Jeho Svatosti 2. stupně s právem používat titul monsignore. Mons. Wilhelm Hünermann zemřel v Essenu 28. listopadu 1975. Jeho 50 románů a příběhů patří mezi komerčně úspěšné knihy, v Německu se prodalo více než 3 milionu výtisků. Byly přeloženy do více než 20 jazyků, včetně češtiny a i v současnosti (k r. 2023) vycházejí stále nová vydání jeho knih.